# بیشوشوار پراساد کویرالا

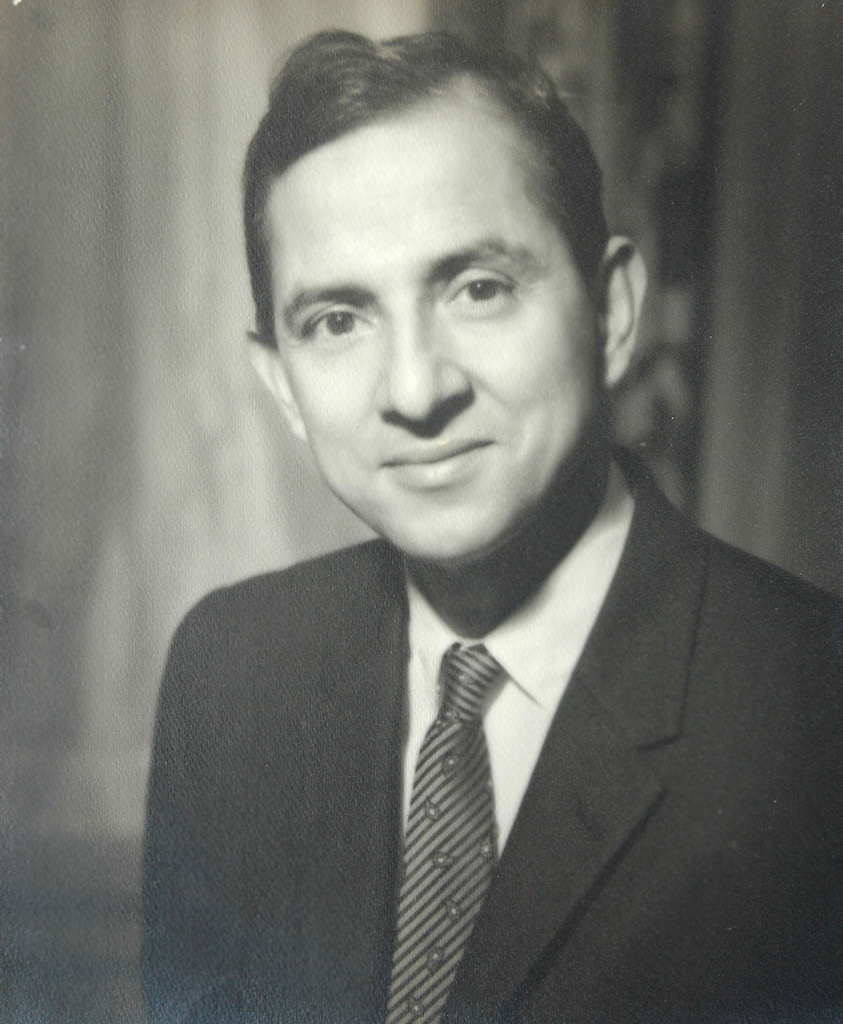
کویرالا در دهه‌ی ۱۹۵۰

بیشوشوار پراساد کویرالا (نپالی: विश्वेश्वरप्रसाद कोइराला) معروف به بی.پی. کویرالا (نپالی: बीपी कोइराला) رهبر سیاسی انقلابی و نویسنده‌ی نپالی بود. او از ۱۹۵۹ تا ۱۹۶۰ نخست‌وزیر نپال بود. کویرالا رهبری کنگره‌ی نپالی، یک حزب سیاسی سوسیال‌دموکراتیک را بر عهده داشت.
او بیست و دومین نخست‌وزیر نپال و اولین نخست‌وزیری بود که به شکل دموکراتیک انتخاب شد. او به مدت ۱۸ ماه عهده‌دار این سمت بود و پس از آن به دستور پادشاه نپال ماهندرا از مقام خود برکنار و زندانی شد. کویرالا باقی عمر خود را در تبعید و زندان گذراند.
کویرالا به عنوان یکی از برجسته‌ترین شخصیت‌های سیاسی در نپال شناخته می‌شود. او حامی سرسخت دموکراسی بود و باور داشت تضمین آزادی فردی و حقوق سیاسی و مدنی به تنهایی برای کشور فقیری مثل نپال کافی نیست و به کارگیری سوسیالیسم دموکراتیک راه‌حل عدم توسعه‌ی نپال است.